# 비르기트 닐손

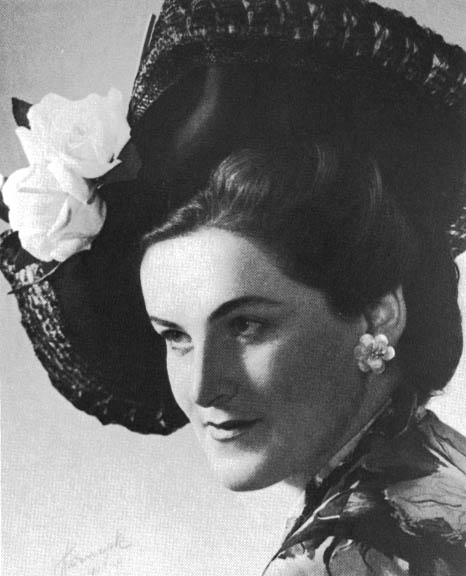
비르기트 닐손

비르기트 닐손(스웨덴어: Birgit Nilsson, 1918년 5월 17일 ~ 2005년 12월 25일)은 스웨덴의 소프라노 가수이다. 오페라와 성악 작품을 포함한 폭넓은 레퍼토리가 있었지만, 닐손은 리하르트 바그너와 리하르트 슈트라우스의 오페라에서의 역할로 가장 잘 알려져 있다.그녀의 목소리는 압도적인 힘, 풍부한 힘의 비축, 그리고 상위 음계에서 빛나는 명료함과 명료함으로 유명했다.